# Neotheronia donovani
Neotheronia donovani là một loài tò vò trong họ Ichneumonidae.